# ماهیچه‌های سینه‌ای

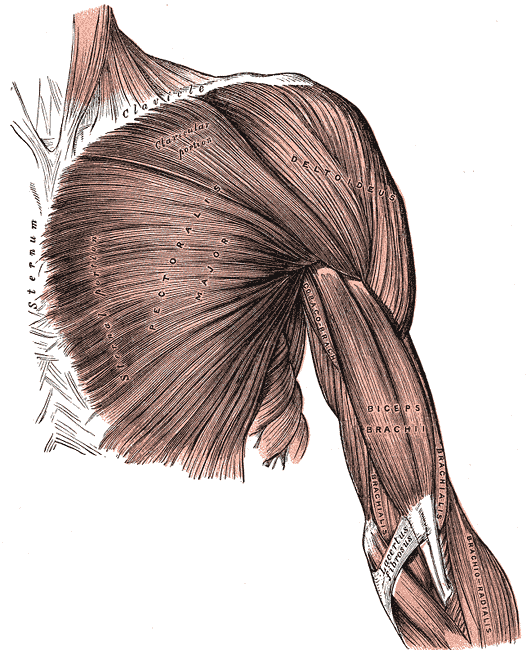
ماهیچه‌های سطحی سینه، شامل ماهیچه سینه‌ای بزرگ (گری ۱۹۱۸)

ماهیچه‌های سینه‌ای (به انگلیسی: Pectoral muscles)، ماهیچه‌هایی هستند که جلوی سینه را به استخوان‌های شانه و بازو متصل می‌کنند.

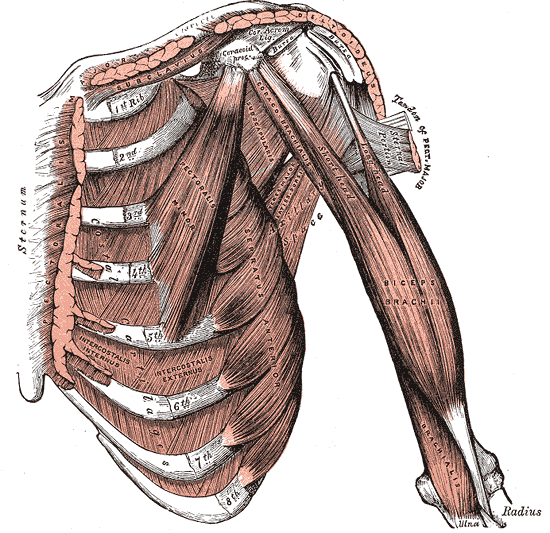
ماهیچه‌های عمقی سینه، شامل ماهیچه‌های سینه‌ای کوچک، دندانه‌ای پیشین و زیرترقوه‌ای (گری ۱۹۱۸)

ماهیچه سینه‌ای بزرگ، ماهیچه‌ای ضخیم و پنکه‌ای‌شکل است که بخش اعظم ماهیچه سینه را تشکیل می‌دهد. در زیر پستان قرار دارد. استخوان بلند بازو را به اکستانسیون، فلکسیون و روتاسیون (چرخش) می‌برد.
ماهیچه سینه‌ای کوچک، ماهیچه‌ای نازک و مثلثی‌شکل است در عمق ماهیچه سینه‌ای بزرگ جای دارد. به دنده‌ها متصل می‌شود و استخوان بزرگ شانه یعنی کتف را تثبیت می‌کند.
نیام سینه‌ای، لایه نازکی از بافت بالای ماهیچه سینه‌ای بزرگ است که به سوی ماهیچه پشتی بزرگ در پشت ادامه می‌یابد.
ماهیچه زیرترقوه به همراه ماهیچه‌های سینه‌ای بزرگ و سینه‌ای کوچک، زیر بغل را شکل می‌دهد. ماهیچه زیرترقوه، شانه را به جلو و پایین حرکت می‌دهد.
ماهیچه دندانه‌ای پیشین، ماهیچه دیگری در جلوی سینه است که استخوان کتف را در پیرامون تنه به سوی جلو حرکت می‌دهد؛ مانند هنگام پرتاب یک مشت.
در بین دنده‌ها، گروه‌های گوناگونی از ماهیچه‌های میان‌دنده وجود دارند که به تنفس کمک می‌کنند.